# Anetanthinae
Anetanthinae, podtribus gesnerijevki smješten u tribus Beslerieae, dio potporodice Gesnerioideae. Sastoji se od pet rodova s 12 vrsta trajnica i polugrmova iz Južne Amerike.

## Rodovi
1. Cremospermopsis L.E.Skog & L.P.Kvist (3 spp.)
2. Anetanthus Hiern ex Benth. & Hook.f. (3 spp.)
3. Resia H.E.Moore (4 spp.)
4. Tylopsacas Leeuwenb. (1 sp.)
5. Shuaria D.A.Neill & J.L.Clark (1 sp.)